# Lepidotheca ramosa
Lepidotheca ramosa is een hydroïdpoliep uit de familie Stylasteridae. De poliep komt uit het geslacht Lepidotheca. Lepidotheca ramosa werd in 1905 voor het eerst wetenschappelijk beschreven door Hickson & England. 